# Понцано-Монферрато
Понцано-Монферрато (итал. Ponzano Monferrato) — коммуна в Италии, располагается в регионе Пьемонт, в провинции Алессандрия.
Население составляет 397 человек (2008 г.), плотность населения составляет 34 чел./км². Занимает площадь 12 км². Почтовый индекс — 15020. Телефонный код — 0141.
Покровителем коммуны почитается святой Иоанн Креститель, празднование 24 июня.

## Демография
Динамика населения:

## Администрация коммуны
- Официальный сайт: